# Gmina Kallmet
Gmina Kallmet (alb. Njësia administrative Kallmet) – gmina położona w północno-zachodniej części Albanii. Administracyjnie należy do okręgu Lehza w obwodzie Lehza. W 2011 roku populacja gminy wynosiła 4118 osób w tym 2142 kobiety oraz 1976 mężczyzn, z czego Albańczycy stanowili 60,51% mieszkańców. 
W skład gminy wchodzą cztery miejscowości: Kallmet i Madh, Kallmet i Vogel, Rraboshte, Merq.